# Netwide Assembler
Netwide Assembler (NASM) je multiplatfomní kompilátor programovacího jazyka assembler s podporou architektury x86 a x86-64 s podporou mnoha výstupních formátů. NASM podporuje všechny instrukční sady včetně nedokumentovaných a včetně specifických instrukcí některých procesorů. Kromě vlastního překladače má i velmi omezený dissassembler s názvem ndisasm.
Výhodou NASM je možnost spojit jej s jinými programovacími jazyky na mnoha platformách a pod mnoha kompilátory, aniž byste museli své assemblerovské kódy přepisovat z důvodů změny syntaxe. Podporuje například Linuxové formáty ELF, a.out, dále Windowsovské formáty COFF (používá GCC kompilátor a DJGPP kompilátor), win32 (Microsoftí formát používaný MS Visual Studiem pro 32bitové prostředí), win64 (formát MS Visual Studia pro 64bitové prostředí), DOSovské formáty obj (pro MS-DOS programy), a mnohé další.
NASM je free software (jedna z nejsvobodnějších licencí BSD).
Příznivým důsledkem toho, že NASM je psaný kompletně v jazyce C, je, že je možné jej použít a přeložit prakticky na libovolnou platformu. Je možné ho tedy používat v DOSu, OS/2, Windows, Linuxu i BSD. Na další platformy ho lze snadno přeložit. Pracuje dokonce i na platformách s jinou architekturou, než je x86 a x86-64, čímž umožňuje i křížový překlad na rozdíl od třeba FASM, který je psán v assembleru, a křížový překlad neumožňuje, stejně tak je mnohem těžší portovat jej na jiné platformy.
Používá tradiční Intel syntax, na rozdíl od například GNU Assembleru používajícího AT&T syntax (který ovšem na požádání také umí Intel syntax). Hlavním rozdílem mezi těmito syntaxemi je pořadí operandů instrukce a způsob zápisu dereference. Na rozdíl od GNU Assembleru je určen pro programování, zatímco GNU Assembler byl koncipován pouze pro strojový překlad v pozadí GCC a nepočítalo se s přímým používáním.
Jeho součástí je poměrně silný makrojazyk optimalizovaný pro potřeby assembleru (zatímco GNU Assembler makrojazyk nemá a maximálně umožňuje použít preprocesor C). Makrojazyk NASM je ovšem trochu komplikovaný a ne vždy zcela konzistentní. Jeho makrojazyk je stejně silný, ne-li silnější, než makrojazyk MASM, ovšem na rozdíl od MASM má NASM komplikovanější a zamotanější syntaxi u svého makrojazyka.
NASM také má možnost generovat do výsledného zkompilovaného souboru i ladící informace, ale tato možnost není ještě v NASM plně implementována. V současné době podporuje tuto možnost pouze u elf formátu a obj formátu pro Borland překladače.
NASM byl historicky prvním kompilátorem assembleru, který nabídl širokou použitelnost spolupráce s mnoha kompilátory, a také přenositelnost na mnoho platforem. Vzhledem k výhodám, které nabízí jeho licence a k výhodám, které vznikly v důsledku toho, že je napsán v programovacím jazyce C se stal velmi široce rozšířeným assemblerovským kompilátor v open source světě. Tím se stal také široce testovaným a prověřeným.
Příklad syntaxe
```
mov
 
al
,[
es
:
esi
]
 
; Do registru al uloží hodnotu na adrese es:esi

mov
 
eax
,
label
 
; Do registru eax se uloží offset návěští label

push
 
cs
 
; Zkopírování selektoru cs do ds

pop
 
ds

mov
 
eax
,[
label
]
 
; Do registru eax se uloží hodnota na offsetu ds:label, tedy 1234h

mov
 
ax
,
4
C00h
 
; Ukončení aplikace v MS-DOS/Windows

int
 
21
h

label:
 
dd
 
1234
h

```

## Hello world
Hello world pro DOS.
```
SECTION
 
.text

org
 
0x100

mov
 
ah
,
 
0x9

mov
 
dx
,
 
hello

int
 
0x21

mov
 
ah
,
 
0x4c

mov
 
al
,
 
0

int
 
0x21

SECTION
 
.data

hello
 
DB
 
"
Hello
,
 
world
!
"
,
0xd
,
0xa
,
'
$
'

```

Hello world pro Windows.
```
%
include
 
'
WIN32N.INC
'

EXTERN
 
MessageBoxA

Import
 
MessageBoxA
 
user32.dll

EXTERN
 
ExitProcess

Import
 
ExitProcess
 
kernel32.dll

SECTION
 
CODE
 
USE32
 
CLASS
=
CODE

..start:

push
 
UINT
 
MB_OK

push
 
LPCTSTR
 
title

push
 
LPCTSTR
 
banner

push
 
HWND
 
NULL

call
 
[
MessageBoxA
]

push
 
UINT
 
NULL

call
 
[
ExitProcess
]

SECTION
 
DATA
 
USE32
 
CLASS
=
DATA

banner
 
db
 
'
Hello
,
 
world
!
'
,
0xD
,
0xA
,
0

title
 
db
 
'
Hello
'
,
0

```

Hello world pro Linux.
```
 
SECTION
 
.data

  
msg
 
db
 
"
Hello
,
 
world
!
"
,
0xa
  

  
len
 
equ
 
$
 
-
 
msg

 
SECTION
 
.text

  
global
 
main

 
main:

  
mov
 
eax
,
 
4

  
mov
 
ebx
,
 
1

  
mov
 
ecx
,
 
msg

  
mov
 
edx
,
 
len

  
int
 
0x80

  
mov
 
eax
,
 
1

  
mov
 
ebx
,
 
0
      

  
int
 
0x80

```